# Годердзі Чохелі
Годердзі Чохелі (груз. გოდერძი ჩოხელი; 2 жовтня 1954 — 16 листопада 2007) — грузинський прозаїк, сценарист і режисер.
Годердзі Чохелі народився 2 жовтня 1954 року в селі Чохи Душетського району. Після закінчення восьмого класу сільської школи продовжив навчання в Пасанаурській середній школі. У 1972 році вступив до Державного університету театру і кіно імені Шота Руставелі на факультет кінознавства. У 1974 році він перейшов на факультет кіновиробництва і закінчив його в 1979 році. У тому ж році почав працювати на кіностудії «Грузинський фільм» режисером. З 1980 року — член Кіноспілки, з 1981 року — член Спілки письменників. З 1997 року його оповідання публікуються в журналах.
Його перша книжка вийшла друком у 1980 році. Книга була відзначена премією за найкращий дебют. З 1981 року книга виходить російською мовою. Годердзі Чохелі видав збірку віршів та оповідань: «Село сутінкового кольору», «Листи риб», «Бережи мені Батьківщину!», «Вибори на кладовищі»; збірка віршів: «Доля переслідувача», збірка оповідань італійською мовою «Чорний арагві», перекладена також іншими мовами; романи: “Вовк” і “Попів гріх”.
Годердзі Чохелі також зняв кілька фільмів: «Дуб, убитий громом», «Мати місця», «Діти гріха», «Великий похід за нареченою». У 1982 році за фільм «Великдень» він отримав головний приз на Міжнародному фестивалі короткометражних фільмів в Оберхаузені.